# Соціологічний експеримент
Соціологічний експеримент — спосіб отримання соціологічної інформації, засобом предметно-практичного перетворення об'єкта, згідно з гіпотезою, у контрольованих та керованих умовах.
Специфіка експерименту в конкретному соціологічному дослідженні як методу одержання соціальної інформації полягає в особливостях об'єкта дослідження, яким є люди, що можуть усвідомлювати себе, свої відносини із зовнішнім світом, пізнавати його, будувати теорії і плани. Ще однією особливістю експерименту у соціології є якісно вищий рівень причинної залежності соціальних явищ. Це виявляється в значно більшій, ніж у природно-науковому експерименті, кількості змінних, що детермінують дане соціальне явище.
Особливістю експерименту як методу одержання соціальної інформації є те, що він передбачає вироблення гіпотези щодо наявності причинно-наслідкового зв'язку між досліджуваними явищами або щодо характеру якого-небудь механізму колективної чи індивідуальної діяльності, виведеної логічним шляхом на основі теоретичних і емпіричних даних.
Методологічною основою експерименту у соціологічному дослідженні є концепція соціального детермінізму. А основна теоретична проблема експериментального методу полягає у визначенні значущих змінних, що детермінують це явище.

## Критика
Більшість критики спрямовано на не дотримання норм моралі під час проведення експериментів. Наприклад Стенфордський тюремний експеримент, в результаті котрого «в'язні» були морально травмовані. Зімбардо, який був стривожений, що в ході експерименту його піддані поводили себе анти-соціально, був змушений припинити експеримент достроково.